# Рафаёвце
Рафаёвце (словац. Rafajovce) — село и одноимённая община в районе Вранов-над-Топлёу Прешовского края Словакии. В письменных источниках начинает упоминаться с 1557 года.

## География
Село расположено в южной части края, в южной части Низких Бескид, в долине реки Ондалик, при автодороге 3629. Абсолютная высота — 176 метров над уровнем моря. Площадь муниципалитета составляет 4,74 км².

## Население
| Год:                | 1994 | 2004    | 2014    | 2024     |
| ------------------- | ---- | ------- | ------- | -------- |
| Количество человек: | 168  | 173     | 190     | 159      |
| Разница:            |      | +2,97 % | +9,82 % | −16,31 % |

По данным последней официальной переписи 2011 года, численность населения Рафаёвце составляла 193 человека.